# Nototriche
Nototriche é um género botânico pertencente à família Malvaceae.

## Espécies
- Nototriche ecuadoriensis
- Nototriche jamesonii

1. ↑  «Nototriche — World Flora Online». www.worldfloraonline.org. Consultado em 19 de agosto de 2020